# 葉山公園

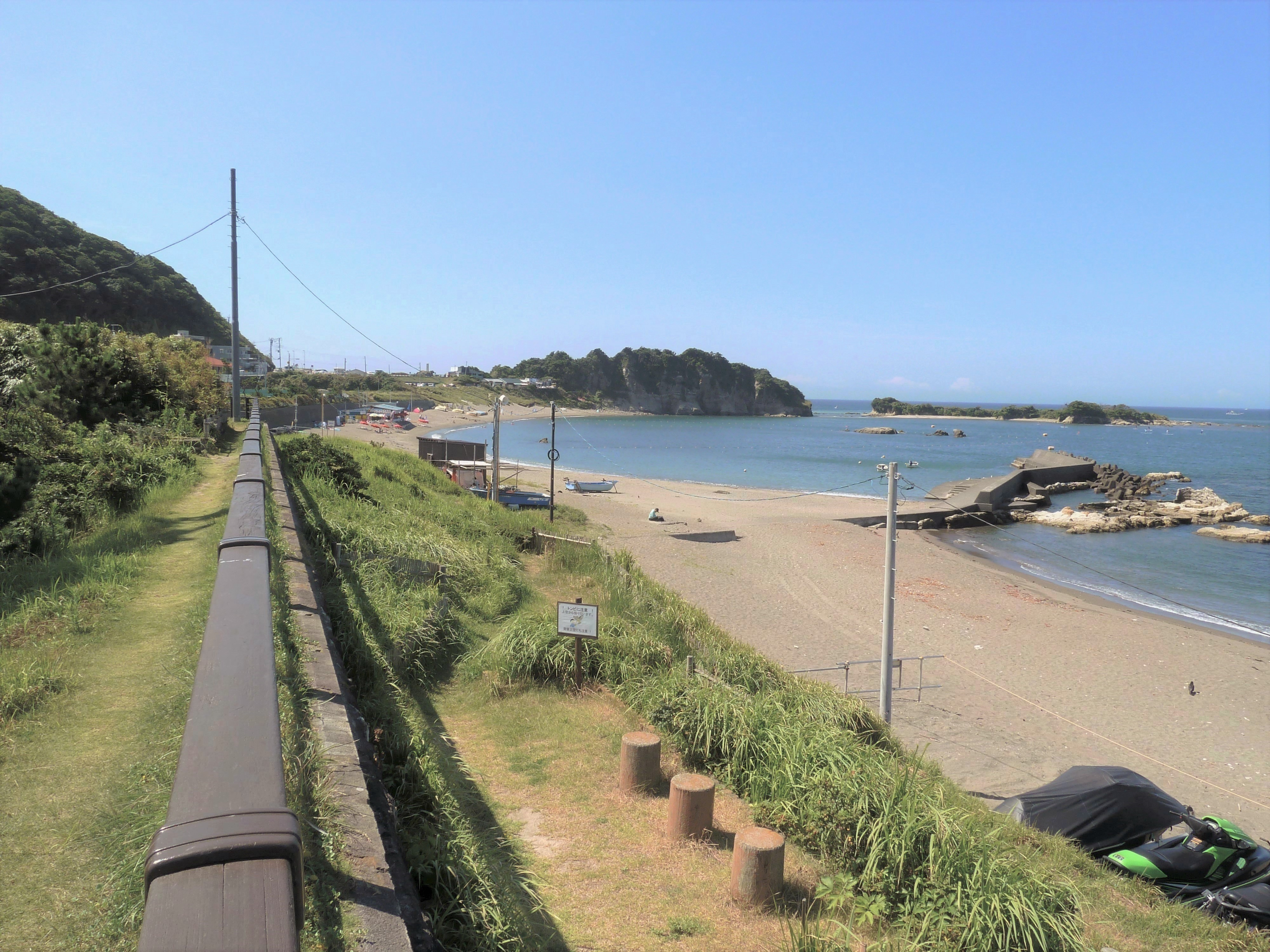
園内から望む長者ヶ崎

葉山公園（はやまこうえん）は、神奈川県三浦郡葉山町下山口にある神奈川県立の都市公園（近隣公園）である。大浜海岸に隣接している。

## 主な施設
- 遊具広場
- 芝生広場
- 駐車場
- 管理事務所

## 交通
- 京浜急行バス『葉山公園前』下車徒歩2分。

## 周辺
- 大浜海岸
- 葉山御用邸
- 一色海岸
- 葉山しおさい公園
- 神奈川県立近代美術館葉山
- 長者ヶ崎海岸
- 長者ヶ崎